# Кашива
Кашива е град в префектура Чиба в Япония. Населението на Кашива е 424 322 жители (по приблизителна оценка от октомври 2018 г.), а общата площ 114,90 km². Намира се в часова зона UTC+9 в северозападната част на префектурата си. Кашива е спално предградие на град Чиба и Токио. В града има 5 университета. Развит е жп и магистралният транспорт и инфраструктурата.

## Побратимени градове
- Гуам
- Камдън, Нов Южен Уелс (Австралия)
- Торънс, Калифорния (САЩ)